# جو (فیلم ۲۰۱۳)
جو (به انگلیسی: Joe) فیلمی محصول سال ۲۰۱۳ به کارگردانی دیوید گوردون گرین است. در این فیلم بازیگرانی همچون نیکلاس کیج، تای شرایدن، رونی جن بلوینز و گری پولتر ایفای نقش کرده‌اند.